# Булгаков, Николай Петрович (учёный)
Никола́й Петро́вич Булга́ков (7 декабря 1929, с. Ясенки, Центрально-Чернозёмная область — 7 сентября 2004) — советский учёный, академик НАН Украины (1992) в области океанологии, физической океанографии, геофизики и гидрологии.

## Биография
Окончил сначала геологоразведочный техникум в г. Старый Оскол (1946), а затем Высшее арктическое морское училище им. адмирала С. А. Макарова в Ленинграде (1948). После трехлетней зимовки в Арктике поступил в аспирантуру при Институте океанографии АН СССР по специальности «физическая океанография», защитил кандидатскую диссертацию. Работал в Тихоокеанском отделении Института океанологии им. П. П. Ширшова АН СССР.
С 1976 работал в Морском гидрофизическом институте АН УССР (с 1984 — генеральный директор Гвинейского научно-исследовательского центра этого института).

## Научные исследования проблем гидрофизики
Научный руководитель международного проекта (ПОЛИМОДЕ) по изучению Карибского моря и прилегающих районов Атлантического океана, изучению крупномасштабной термохалинной, гидрохимической, кинематической структуры вод, их изменчивости, переносом и перераспределением тепловой энергии. Важнейшие научные результаты учёного нашли отражение во многих монографиях.